# Halicreatidae
Die Halicreatidae sind eine Quallen-Familie aus der Ordnung der Trachymedusae.

## Merkmale
Halicreatidae haben (meist acht) breite Radiärkanäle, ein kreisförmiges Manubrium und einen kreisförmigen Mund ohne erkennbare Lippen. Am Rand sitzen zahlreiche Tentakeln unterschiedlicher Größe, aber gleichen Aufbaus, deren zum Körper hin gewandter Teil beweglich ist, das stachelähnliche Endstück versteift. Ebenfalls am Rand sitzen keulenförmige Sinnesorgane.

## Verbreitung
Die Mehrzahl der enthaltenen Arten findet sich in allen Weltmeeren, nur Botrynema ellinorae ist in ihrer Verbreitung auf arktische Gewässer beschränkt.

## Systematik
Die hier angegebene Systematik folgt den Angaben des Hydrozoa Directory.
Die Familie enthält fünf bis sechs Gattungen mit neun oder zehn Arten. Bouillon et al. (2006) listen folgende Gattungen und Arten
- Botrynema Browne, 1908
  - Botrynema brucei Browne, 1908
  - Botrynema ellinorae (Hartlaub, 1909)
- Halicreas Fewkes, 1882
  - Halicreas minimum Fewkes, 1882
  - Halicreas papillosum Vanhöffen, 1902
- Haliscera Vanhöffen, 1902
  - Haliscera alba Vanhöffen, 1902
  - Haliscera bigelowi Kramp, 1947
  - Haliscera conica Vanhöffen, 1902
  - Haliscera racovitzae (Maas, 1906)
- Halitrephes Bigelow, 1909
  - Halitrephes maasi Bigelow, 1909
- Varitentacula He Zhen-Wu, 1980
  - Varitentaculata yantaiensis He Zhen-Wu, 1980

Das World Hydrozoa Directory listet zusätzlich noch
- Homoeonema Browne, 1903
  - Homoeonema platygonum Browne, 1903